# 米奇·克里克
米契爾·克里克（1992年4月27日—）為澳洲男子籃球運動員，生長於澳洲維多利亞州霍舍姆，曾經踏上NBA舞臺，分別效力布鲁克林篮网和明尼苏达森林狼，2024年2月飛抵中國大陸新疆乌鲁木齐，3月新疆飞虎宣布克里克完成中国男子篮球职业联赛註冊。克里克代表新疆飞虎出賽9場例行賽以及10場季後賽，分別場均貢獻7.7分和6.1分。2024年6月加入聖赫爾曼競技。7月溫哥華強盜簽下克里克。

## 外部連結
- 米奇·克里克在fiba.basketball（英语）
- 米奇·克里克在archive.fiba.com（archived）（英语）
- 米奇·克里克在NBA（英语）
- 米奇·克里克在德國籃球甲級聯賽（德语）
- 米奇·克里克在Basketball-Reference.com（NBA）（英语）
- 米奇·克里克在Basketball-Reference.com（NBA G聯盟）（英语）
- 米奇·克里克在Basketball-Reference.com（國際）（英语）
- 米奇·克里克在Eurobasket.com（球員）（英语）
- 米奇·克里克在RealGM（英语）
- 米奇·克里克在Proballers（英语）
- 米奇·克里克在中国篮球数据库（新浪网）